# 蔡氏具志頭殿内
蔡氏 具志頭殿内（さいうじ ぐしちゃんどぅんち）は、蔡温・具志頭親方文若（蔡氏志多伯家十一世）を小祖とする琉球王国の士族（久米士族）。代々具志頭間切（現：八重瀬町（具志頭地区））の総地頭を務めた琉球王国の大名。

## 概要
蔡温の父・蔡鐸は蔡氏儀間殿内の分家・蔡氏志多伯家十世。蔡温は蔡鐸、正室・真呉瑞との間に生まれた初めての子であったが、母・真呉瑞が側室の子、長男・蔡淵を嗣子とするよう蔡鐸を説得したため、蔡氏志多伯家は兄・淵が継承した。
蔡温は、蔡氏具志頭殿内の小祖（分家元祖）となった。具志頭殿内は久米士族であるが、蔡温の時に尚敬王より首里赤平村（現・首里赤平町）に邸宅を賜ったので、その後歴代当主は首里に居住した。また、歴代当主は、代々具志頭間切の総地頭職を務め、琉球王国の大名として、本家筋である儀間殿内や志多伯家より栄えた感がある。

## 系譜
- 十一世・蔡温、具志頭親方文若
- 十二世・蔡翼、具志頭親方廷儀（蔡温長男。正室は尚敬王長女・津嘉山翁主）
- 十三世・蔡寅、具志頭親方得興（正室は、今帰仁王子朝義（具志川御殿十世）三女・武樽金）※蔡宣濱川里之子親雲上得謨が家督を継ぐべきだが、若死のため得興が家督を相続する。
- 十四世・蔡懿、義元親雲上得察
- 十五世・蔡増
- 十六世・蔡興
- 十六世・蔡光（実父・蔡新（十五世）は、蔡懿の弟・蔡保（十四世）の子。蔡興の養子となる）
- 十七世・蔡霖

※系譜は「蔡姓世系図」『蔡氏家譜抄（具志頭家）』、『氏集』を参照。
※向姓小波津家家譜参照